# Mehmet Tarhan
Mehmet Tarhan (Kurdistan del Nord, 1978) és un objector de consciència kurd que va ser empresonat per negar-se al servei militar.
Tarhan havia estat condemnat a quatre anys en una presó militar per desobediència després de negar-se a portar l'uniforme militar, la sentència més llarga mai dictada per un delicte d'aquest tipus a Turquia. Va denunciar que va ser torturat a la presó.
A Turquia, tots els homes s'enfronten a un reclutament de fins a 15 mesos. La legislació turca no contempla l'objecció de consciència, a pesar que Turquia és membre de les Nacions Unides, que reconeix l'objecció de consciència com un dret humà. El gener de 2006, el Tribunal Europeu de Drets Humans (TEDH) va condemnar a Turquia per violació de l'article 3 de la Convenció Europea de Drets Humans (prohibició de tracte degradant) en un cas relacionat amb l'objecció de consciència.
S'han celebrat protestes en suport de Tarhan a tot el món, i el seu empresonament ha atret l'atenció d'organitzacions com Amnistia Internacional.
Va ser alliberat el març de 2006 després de passar diversos mesos a la presó. Des de 2014, és membre de l'assemblea del Partit Democràtic del Poble i membre del comitè executiu del seu òrgan consultiu, el Congrés Democràtic del Poble.